# Adam Andrzejowski
Adam Andrzejowski (ur. 30 grudnia 1880 w Kobryniu, zm. 30 stycznia 1921 w Łodzi) – polski skrzypek, kompozytor i pedagog.

## Życiorys
Uczeń Otakara Ševčika i Henriego Marteau. Był koncertmistrzem i członkiem kwartetu smyczkowego Filharmonii Warszawskiej. W latach 1902–1911 koncertował jako solista, po 1912 roku poświęcił się pracy pedagogicznej. 
Komponował utwory na skrzypce i fortepian, o przeznaczeniu głównie dydaktycznym, z których największą popularność zdobyły sobie Burleska (wyd. 1951) i Romans (wyd. 1945).